# Красный Строитель (станция)
Кра́сный Строи́тель — железнодорожная станция линии МЦД-2 Московских центральных диаметров на Курском направлении МЖД в Москве, получившая название от одноимённого рабочего посёлка. Находится в 1 км к востоку от станции метро «Улица Академика Янгеля». Последняя станция Курского направления в пределах МКАД.
Электрифицирована постоянным током напряжения 3000 вольт (3 киловольт) в 1953 году в составе участка Царицыно — Подольск. Ранее — постоянным током напряжения 1500 вольт (1,5 кВ) в 1939 году.

## Общие сведения
Пассажирское сообщение осуществляется электропоездами серий ЭП2Д, ЭГ2Тв (Иволга).
Помимо движения по Курскому направлению, имеется также беспересадочное сообщение с Рижским направлением (до 21 ноября 2019 года — и транзитное сообщение со Смоленским направлением).
Электропоезда прибывают на одну боковую и одну островную платформы, связанные между собой надземным пешеходным переходом. На обеих платформах расположены навесы для ожидания поезда. С западной (островной) платформы отправляются электропоезда Курского направления в сторону станции Тула-1 Курская. До запуска поездов МЦД-2 эта станция для некоторых электропоездов из Москвы была конечной, и с соседнего пути здесь так же оборачивались и отправлялись транзитные электропоезда на Москву, идущие затем далее через Москву на Рижское направление. С восточной (боковой) платформы отправляются электропоезда Курского направления, идущие в сторону Москвы.
Время движения от Курского вокзала — 35 минут. Не оборудована турникетами, но на платформах имеются валидаторы. Кассовый павильон расположен рядом с автобусной остановкой на Дорожной улице. Рядом с ним в 2018 году ЦППК установила два билетных автомата.

## Расположение

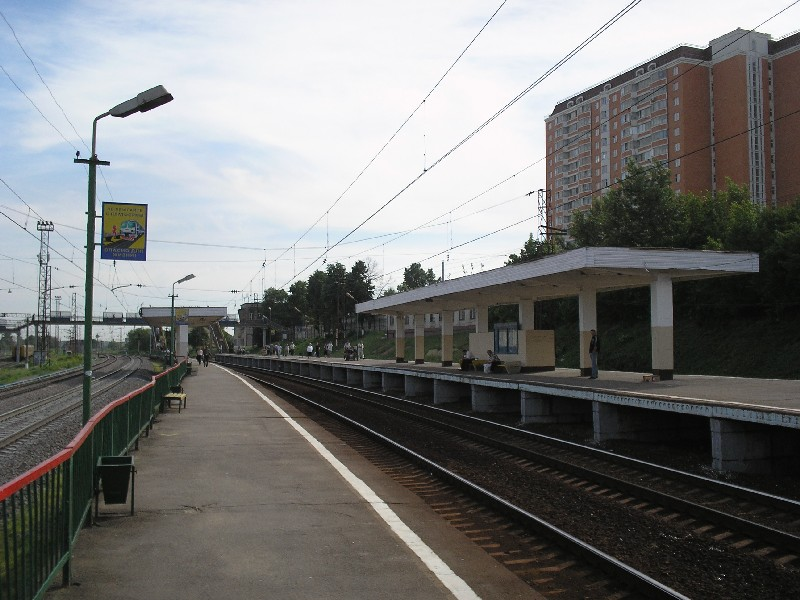
В направлении «от Москвы», на юг

С западной стороны (район Чертаново Южное) расположены билетная касса и автобусная остановка. В пешеходной доступности (10-15 минут пешком) расположена станция метро «Улица Академика Янгеля».
С восточной стороны (промышленная зона района Бирюлёво Западное) выход со станции по лестнице, затем по путям, переходящим в извилистую дорогу на Мелитопольскую и Никопольскую улицы, где расположены ОАО «Рот Фронт», парфюмерно-косметическая фабрика «Фаберлик», асфальтобетонный завод ГБУ «Автомобильные дороги» и опытный завод сухих смесей «Бирсс».

## Путевое развитие
Эта станция имеет островную платформу для движения в область и боковую платформу для движения на Москву. До момента запуска МЦД2 эта станция была конечной для некоторых электропоездов из Москвы, прибывавших транзитом с Рижского направления, которые оборачивались на западной стороне островной платформы. А для движения в область используется её восточная сторона.

## Наземный общественный транспорт
На этой станции можно пересесть на следующие маршруты городского пассажирского транспорта:
- Автобусы: с941, 947, 990, с997